# Säbylunds herrgård
Säbylund är en herrgård i Kumla kommun, Närke. Den ligger ett par kilometer norr om Kumla tätort.
Säbylund är en före detta fideikommissegendom. Egendomen är belägen i Kumla socken vid stranden av den på  1800-talet utdikade Mosjön. På fideikommissets tid omfattade egendomen även utgården Sätra och 17 arrendegårdar i Kumla, Hallsbergs, Norrbyås och Vintrosa socknar. Godset hade i början av 1950-talet en totalareal på 1 912 hektar, varav 1 140 hektar åker och 772 hektar skog. 977 hektar tillhörande huvudegendomen.

## Historia
Säby nämndes första gången i skrift 1380. En del av gården byttes 1435 till riddaren och lagmannen Bengt Stensson (Natt och Dag). Hans son Måns Bengtsson (Natt och Dag), Engelbrekt Engelbrektssons mördare, kom genom köp och rättegång på 1450-talet i besittning av hela gården. Genom dotterns gifte kom den till Sparreätten, som den tillhörde till 1672. Därefter gick den i arv i flera led och köptes 1768 av Hedvig Margareta de Frietzcky, änka efter majoren Ture Gyllenspetz. Hon gjorde Säbylund, som det nu kallades, till fideikommiss 1786. Från 1822 ägdes godset i mer än hundra år av släkten Lewenhaupt. År 1927 övertogs Säbylund av Carl von Essen, systerson till den siste ägaren Lewenhaupt. När denne avled år 1948, övergick egendomen till systersonen Karl-Gustav Lagerfelt. Fideikommisset upphörde 1970, när Johan Lagerfelt köpte egendomen av sin far. Han sålde den därefter 2017 till Anders Sjölinder, potatisodlare från Asker. 
Huvudbyggnaden är av trä i två våningar och uppfördes 1781–1787 av nämnda fru Hedvig Margareta Gyllenspetz, född de Frietzcky. De två envåningsflyglarna härstammar från samma tid. Huvudbyggnaden inrymmer 27 rum. På Säbylund fanns ett stort bibliotek. Det var samlat av Claes de Frietzky och Eugène Lewenhaupt. de Frietzckys bibliotek donerades 2017 till Kungliga biblioteket i Stockholm och rekonstruerades senare i Roggeborgen i Strängnäs, där det återinvigdes 2025. Stora delar av de övriga böckerna skingrades genom försäljning av firman Centralantikvariatet i Stockholm.
Vid Säbylund fanns förr en hållplats utmed Statsbanan Hallsberg–Örebro, som numera är en del av Godsstråket genom Bergslagen.